# Heteropholis benoistii
Heteropholis benoistii är en gräsart som beskrevs av Aimée Antoinette Camus. Heteropholis benoistii ingår i släktet Heteropholis och familjen gräs. Inga underarter finns listade i Catalogue of Life.